# إبراهيم أباد يك (مقاطعة فهرج)
إبراهيم أباد يك (بالإنجليزية: Ebrahimabad-e Yek)‏ هي مستوطنة تقع في ناحية نغين كوير في إيران. يقدر عدد سكانها بـ 23 نسمة .